# Angelo Guillichini
Angelo Guillichini (Arezzo, 11 febbraio 1825 – Arezzo, 23 novembre 1893) è stato un politico italiano.

## Biografia
Nato ad Arezzo nel 1825, figlio del ricco possidente Giovanni Guillichini, si laureò in matematica all'Università di Pisa e combatté nelle guerre d'indipendenza italiane. Prese parte alle battaglia di Curtatone e Montanara nel 1848 e fu maggiore stanziato in Umbria nel 1861.
Tornato nella sua città natale, ricoprì numerose cariche: presidente della Cassa di risparmio, della Casa di mendicità, dei Regi Spedali, fondatore e preside dell'Istituto tecnico dal 1864, presidente della Giunta di vigilanza, della Società dei veterani e della Croce Rossa.
Per molti anni consigliere comunale e provinciale ad Arezzo, venne nominato sindaco della città con Regio decreto del 29 luglio 1878, ratificato dal consiglio comunale nell'adunanza dell'11 settembre seguente. Il 27 marzo 1879 rassegnò le dimissioni, venendo sostituito dal primo assessore Adalindo Tanganelli in qualità di facente funzioni a partire dal 16 aprile di quell'anno.
Alle elezioni politiche del 1882 venne eletto alla Camera dei deputati per la XV legislatura.
Morì ad Arezzo il 23 novembre 1893 e l'anno successivo gli venne dedicato un busto con lapide commemorativa nel cortile del Palazzo della Badia.